# Paesi Bassi ai Giochi della IV Olimpiade
I Paesi Bassi parteciparono ai Giochi della IV Olimpiade che si sono svolti a Londra dal 25 agosto all'11 settembre 1908, con una delegazione di 113 atleti impegnati in undici discipline.

## Medaglie
| Medaglia | Atleta                                                      | Sport       | Evento                 |
| -------- | ----------------------------------------------------------- | ----------- | ---------------------- |
| Bronzo   | Paesi Bassi                                                 | Calcio      | Torneo maschile        |
| Bronzo   | Johan Burk Bernardus Croon Hermannus Höfte Albertus Wielsma | Canottaggio | Quattro senza maschile |

## Risultati

### Calcio
| Atleta | Classifica |                        |
| --- | --- | ---------------------- |
| V · D · M Nazionale olandese · Calcio ai Giochi Olimpici Estivi 1908 P Beeuwkes · P La Chapelle · D Heijting · D Otten · C Bekker · C de Korver · C Gonsalves · C Kok · C Mundt · C Sol · A de Bruijn Kops · A Groskamp · A Reeman · A Snethlage · A Thomée · A van den Berg · A Welcker · CT : Chadwick | Bronzo |                        |
| Nazionale olandese · Calcio ai Giochi Olimpici Estivi 1908 | |                        |
| P Beeuwkes · P La Chapelle · D Heijting · D Otten · C Bekker · C de Korver · C Gonsalves · C Kok · C Mundt · C Sol · A de Bruijn Kops · A Groskamp · A Reeman · A Snethlage · A Thomée · A van den Berg · A Welcker · CT: Chadwick                                                                       | P Beeuwkes · P La Chapelle · D Heijting · D Otten · C Bekker · C de Korver · C Gonsalves · C Kok · C Mundt · C Sol · A de Bruijn Kops · A Groskamp · A Reeman · A Snethlage · A Thomée · A van den Berg · A Welcker · CT: Chadwick | Paesi Bassi (bandiera) |

### Pallanuoto
| Atleta | Classifica                                                                  |                        |
| --- | --------------------------------------------------------------------------- | ---------------------- |
| V · D · M Nazionale maschile olandese di pallanuoto · Giochi olimpici - Londra 1908 Benenga · Cortlever · Hulswit · E. Meijer · K. Meijer · Ooms · Rühl · CT : - | 4°                                                                          |                        |
| Nazionale maschile olandese di pallanuoto · Giochi olimpici - Londra 1908                                                                                        |                                                                             |                        |
| Benenga · Cortlever · Hulswit · E. Meijer · K. Meijer · Ooms · Rühl · CT: -                                                                                      | Benenga · Cortlever · Hulswit · E. Meijer · K. Meijer · Ooms · Rühl · CT: - | Paesi Bassi (bandiera) |